# Rouvroy (Aisne)
Rouvroy és un municipi francès del departament de l'Aisne, als Alts de França.
Forma part de la Communauté d'agglomération de Saint-Quentin.

## Història
El nom de Rouvroy podria provenir del llatí: Robur Roburem.

## Administració
Des de 2001, l'alcalde és Phillippe Lemoine.

## Demografia
- 1962: 329 habitants.
- 1975: 400 habitants.
- 1982: 510 habitants.
- 1990: 464 habitants.
- 1999: 425 habitants.
- 2007: 376 habitants.
- 2008: 380 habitants.[1]

## Llocs i monuments
Parc de l'Isle Jacques Braconnier.